# With the Beatles
With the Beatles är ett studioalbum av The Beatles utgivet 22 november 1963. Detta var gruppens andra album, inspelat fyra månader efter debuten Please Please Me. Likheterna med debuten är stora vad gäller sound och arrangemang. Återigen var 8 av 14 låtar deras egna kompositioner. Skivan innehåller dessutom George Harrisons första solokomposition i form av "Don't Bother Me".
En vecka senare - den 29 november 1963 - släpptes singeln "I Want to Hold Your Hand"/"This Boy". Dessa låtar ingick inte på LP:n With The Beatles - däremot på den amerikanska versionen kallad Meet The Beatles, som var Beatles första officiella LP på Capitol i USA utgiven den 20 januari 1964.
Meet The Beatles hade samma omslag - ett svartvit konstnärligt foto av Robert Freeman föreställande beatlarna konstnärligt fotograferade i mörka polojumprar - fast med mörkblå i stället för rent svartvit ton.
Samtliga Lennon-McCartney-kompositioner från With The Beatles fanns med på Meet The Beatles liksom George Harrisons "Don't Bother Me". Dessutom ingick Lennon-McCartneys "I Saw Her Standing There", som i Europa var inledningsspåret på den första LP:n Please Please Me.
I Kanada gavs däremot With The Beatles ut i mono redan den 25 november 1963. Men i Kanada, där den var gruppens första LP, hade titeln ändrats till Beatlemania! With the Beatles. 
På With The Beatles finns sex coverversioner, som inte är komponerade av Beatlesmedlemmar. Av dessa finns endast "Till There Was You", som sjungs av Paul McCartney, med på Meet The Beatles. "Till There Was You" är skriven av Meredith Willson och ingick ursprungligen i musikalen The Music Man. Redan den 1 januari 1962 spelade Beatles - då med Pete Best på trummor - in denna låt när man gjorde en provinspelning för Mike Smith på Decca. Man gjorde vid detta tillfälle också en tidig inspelning av låten "Money (That's What I Want)". Dessa inspelningar har senare givits ut på LP:n The Complete Silver Beatles (1982).
En coverlåt - "You Really Got a Hold on Me" - är intressant eftersom den sjungs som duett av John Lennon och George Harrison, vilket är mycket ovanligt.
En Lennon-McCartney-komposition heter "Hold Me Tight". En helt annan låt med samma titel förekommer på Paul McCartney och Wings LP:n Red Rose Speedway 1973. 
Lennon-McCartneys komposition "Not a Second Time" har av tidningen The Times musikkritiker William Mann jämförts med Gustav Mahlers Das Lied von der Erde på grund av sina s.k. aeoliska kadenser.
I Europa gavs With The Beatles ut samma dag som John F. Kennedy mördades.
När Beatleskatalogen för första gången kom ut på CD 1987 gavs de första fyra LP-skivorna - däribland With The Beatles - enbart ut i monoversion. Först 2009 har stereoversionen kommit ut i nyremasterad stereo. Skivbolaget EMI hade i England vid denna tid enbart tillgång till tvåkanalig bandspelare och som regel ligger sången enbart i höger kanal. Detta ansågs vid denna tid inte som något stort problem eftersom stereogrammofoner ofta hade inbyggda högtalare med liten bredd mellan vänster och höger kanal. Men när mer avancerade anläggningar med fristående högtalare började bli vanliga i slutet av 1960-talet upplevdes detta ljud som onaturligt.

## Låtlista
Låtarna skrivna av Lennon/McCartney, där inget annat namn anges

### Sida A
| Nr           | Titel                                                                                            | Längd |
| ------------ | ------------------------------------------------------------------------------------------------ | ----- |
| 1.           | It Won't Be Long                                                                                 | 2:13  |
| 2.           | All I've Got to Do                                                                               | 2:04  |
| 3.           | All My Loving                                                                                    | 2:09  |
| 4.           | Don't Bother Me (George Harrison)                                                                | 2:29  |
| 5.           | Little Child                                                                                     | 1:48  |
| 6.           | Till There Was You (Meredith Willson)                                                            | 2:16  |
| 7.           | Please Mr. Postman (Robert Bateman/Georgia Dobbins/William Garrett/Freddie Gorman/Brian Holland) | 2:36  |
| Total längd: | Total längd:                                                                                     | 15:35 |

### Sida B
| Nr           | Titel                                                   | Längd |
| ------------ | ------------------------------------------------------- | ----- |
| 1.           | Roll Over Beethoven (Chuck Berry)                       | 2:47  |
| 2.           | Hold Me Tight                                           | 2:32  |
| 3.           | You've Really Got a Hold on Me (Smokey Robinson)        | 3:02  |
| 4.           | I Wanna Be Your Man                                     | 1:58  |
| 5.           | Devil In Her Heart (Richard Drapkin)                    | 2:27  |
| 6.           | Not a Second Time                                       | 2:08  |
| 7.           | Money (That's What I Want) (Janie Bradford/Berry Gordy) | 2:47  |
| Total längd: | Total längd:                                            | 17:41 |